# Cheelenahalli, Dod Ballapur
Cheelenahalli là một làng thuộc tehsil Dod Ballapur, huyện Bangalore Rural, bang Karnataka, Ấn Độ.